# Ngablak (Banyakan)
Ngablak is een bestuurslaag in het regentschap Kediri van de provincie Oost-Java, Indonesië. Ngablak telt 5722 inwoners (volkstelling 2010).